# Bihać Golubić Airport
Bihać Golubić Airport är en flygplats i Bosnien och Hercegovina. Den ligger i den västra delen av landet, 220 kilometer nordväst om huvudstaden Sarajevo. Bihać Golubić Airport ligger 223 meter över havet.